# Аянлех Сулейман
Гассан Аянлех Сулейман (англ. Hassan Ayanleh Souleiman, нар. 3 грудня 1992) — джибутійський легкоатлет, який спеціалізується у бігу на середні дистанції.

## Спортивні досягнення
Фіналіст (4-е місце) олімпійських змагань з бігу на 1500 метрів (2016). Учасник змагань з бігу на 1500 метрів на Олімпіаді-2021 (зупинився на півфінальній стадії).
Бронзовий призер чемпіонату світу з бігу на 800 метрів (2013).
Чемпіон світу в приміщенні з бігу на 1500 метрів (2014).
Переможець змагань з бігу на 1500 метрів на Континентальному кубку (2014).
Чемпіон Діамантової ліги з бігу на 1500 метрів (2013).
Чемпіон Африки (2014) та срібний призер чемпіонату Африки (2012) з бігу на 1500 метрів.
Срібний призер Африканських ігор з бігу на 1500 метрів (2019).
Рекордсмен світу в приміщенні (з 1 листопада 2023 — рекордсмен світу на короткій доріжці) з бігу на 1000 метрів (2.14,20; 2016).